# Juan Ponce Guardiola
Juan Ponce Guardiola (València, 5 d'octubre de 1965) és un polític valencià, diputat a les Corts Valencianes en la VIII, IX i X legislatures per la Coalició Compromís.
Juan Ponce és biòleg i ha treballat com a consultor ambiental. És membre d'Els Verds-Esquerra Ecologista i a les eleccions municipals de 2011 va ser elegit com a regidor de Compromís a Vilamarxant. També va ser el candidat proposat pel seu partit per a les eleccions a les Corts Valencianes de 2011 dins de la llista de Compromís per València. Ponce va ser elegit diputat i va ser triat un dels portaveus adjunts del grup parlamentari de Compromís a les Corts Valencianes.
El 9 de juny de 2011, va ser ferit a un braç per un policia quan les forces de l'ordre van carregar contra manifestants del moviment 15-M, que protestaven davant de les Corts en la jornada en què els diputats participaven en la seua constitució. Ponce es trobava allà dialogant amb els manifestants.
Des de la seua creació en juliol de 2012 fins a juny de 2023 Juan Ponce va ser un dels portaveus orgànics de l'executiva de Coalició Compromís. Va ser substituït per Natxo Serra Frontela. Va tornar a ser regidor a l'ajuntament de Vilamarxant a les eleccions del 2023 per la coalició Acord per Vilamarxant.